# Daniel Suárez García-Osorio
Daniel Suárez García-Osorio (Aranjuez, Madrid, España, 5 de julio de 1990), conocido deportivamente como Dani Suárez, es un futbolista español que ocupa la demarcación de defensa en las filas del Atromitos FC de la Superliga de Grecia. 

## Trayectoria
Es un jugador formado en la cantera del Real Madrid Club de Fútbol, con el que llegó a debutar en el Real Madrid C en la temporada 2012-13. Tras dos temporadas en el tercer equipo del conjunto blanco, en la temporada 2014-15 formaría parte de la plantilla del Real Madrid Castilla.
En la temporada 2015-16, firma por la S.D. Ponferradina de la Segunda División de España.
En 2016, emprendería una aventura en Polonia que duraría cuatro temporadas en las filas del Górnik Zabrze de la Ekstraklasa, desde 2016 a 2020. 
En verano de 2020, firma por el Asteras Tripolis de la Superliga de Grecia para disputar la temporada 2020-21.
En la temporada 2021-22, firma por el Abha Club de la Liga Profesional Saudí, donde jugaría hasta febrero de 2022.
El 15 de julio de 2022, firma por el Atromitos FC de la Superliga de Grecia. 
| Club                 | Categoría              | País           | Año         | Partidos | Goles |
| -------------------- | ---------------------- | -------------- | ----------- | -------- | ----- |
| Real Madrid C        | Segunda B Grupo II     | España         | 2012 - 2013 | 21       | 3     |
| Real Madrid C        | Segunda B Grupo II     | España         | 2013 - 2014 | 33       | 2     |
| Real Madrid Castilla | Segunda B Grupo II     | España         | 2014 - 2015 | 11       | 0     |
| S.D. Ponferradina    | LaLiga2                | España         | 2015 - 2016 | 0        | 0     |
| Górnik Zabrze        | Ekstraklasa            | Polonia        | 2017 - 2019 | 94       | 10    |
| Asteras Tripolis     | Superliga de Grecia    | Grecia         | 2019 - 2021 | 55       | 5     |
| Abha Club            | Liga Profesional Saudí | Arabia Saudita | 2021 - 2022 | 13       | 0     |
| Atromitos FC         | Superliga de Grecia    | Grecia         | 2022 -      |          |       |

## Vida personal
Su hermano Carlos Suárez García-Osorio es baloncestista profesional.